# デビッド・キャンディラス
デビッド・キャンディラス（David Kandilas、1990年9月14日 - ）は、オーストラリア連邦ニューサウスウェールズ州シドニー出身のプロ野球選手（外野手）。

## 経歴

### プロ入りとロッキーズ傘下時代
コロラド・ロッキーズと契約を結びプロ入りを果たす。
2009年は傘下ルーキーリーグのキャスパー・ゴーストでプレーした。同年は29試合に出場し、打率.205、0本塁打、10打点、16安打、5盗塁を記録した。
2010年も傘下ルーキーリーグのキャスパーでプレーした。同年は、28試合に出場し、打率.262、2本塁打、15打点、28安打、5盗塁を記録した。
オフには母国オーストラリアで行われることとなったオーストラリアン・ベースボールリーグのシドニー・ブルーソックスでプレーした。ここでは、31試合に出場し、打率.274、0本塁打、10打点、23安打、5盗塁を記録した。
2011年も傘下ルーキーリーグのキャスパーでプレーした。同年は61試合に出場し、打率.327、6本塁打、35打点、81安打、15盗塁を記録した。
オフにはブルーソックスでプレーした。ここでは、16試合に出場し、打率.250、1本塁打、7打点、14安打を記録した。
2012年は傘下Aのアッシュビル・ツーリスツでプレーした。同年は、83試合に出場し、打率.266、4本塁打、49打点、74安打、19盗塁を記録した。
オフにはブルーソックスでプレーした。ここでは、21試合に出場し、打率.282、2本塁打、9打点、24安打、6盗塁を記録した。
2013年は開幕前の3月に開催された第3回WBCのオーストラリア代表に選出された。
シーズンでは傘下アドバンスAのモデスト・ナッツでプレーした。この年は、96試合に出場し、打率.265、4本塁打、36打点、95安打、24盗塁を記録した。
2014年は、まず傘下アドバンスAのモデストでプレーした。ここでは、68試合に出場し、打率.272、1本塁打、21打点、69安打、15盗塁を記録した。その後、傘下AAのタルサ・ドリラーズでプレーした。ここでは、21試合に出場し、打率.194、4本塁打、13打点、14安打、1盗塁を記録した。その後、傘下AAAのコロラドスプリングス・スカイソックスでプレーした。ここでは、2試合に出場した。同年限りで、ロッキーズを退団した。
オフには2シーズン振りにブルーソックスでプレーした。ここでは、44試合に出場し、打率.297、4本塁打、31打点、54安打、8盗塁を記録した。

### 新潟時代
2015年3月10日に、同じオーストラリア出身のスティーブン・チェンバーと共に日本の独立リーグである新潟アルビレックス・ベースボール・クラブに入団した事が発表された。同年限りで新潟を退団した。

### WBC代表復帰と愛媛時代
2016年1月28日に第4回WBC予選のオーストラリア代表に選出された。同大会でオーストラリアは本戦出場を決めている。6月6日に第28回ハーレムベースボールウィークのオーストラリア代表に選出された。またこの年からオフシーズンはキャンベラ・キャバルリーでプレーしている。
2017年2月9日に第4回WBC本戦のオーストラリア代表に選出された。
2018年5月13日、四国アイランドリーグplusの愛媛マンダリンパイレーツへの入団が発表された（登録名は「カンディラス」、リーグによる入団発表でのフルネーム表記はデービッド・カンディラス）。後期途中の9月1日付で退団が発表された。愛媛での成績は29試合に出場して打率.277、3本塁打、6打点。

### 愛媛退団後
2019年、プレミア12のオーストラリア代表に選出された。またこの年はドイツ・野球ブンデスリーガのマンハイム・トルネードスと契約した。

## 詳細情報

### 年度別打撃成績
| 年 度   | 球 団   | 試 合 | 打 数 | 得 点 | 安 打 | 二 塁 打 | 三 塁 打 | 本 塁 打 | 打 点 | 三 振 | 四 球 | 死 球 | 犠 打 | 犠 飛 | 盗 塁 | 失 策 | 併 殺 打 | 打 率 | 出 塁 率 | 長 打 率 | O P S |
| ------- | ------- | ----- | ----- | ----- | ----- | -------- | -------- | -------- | ----- | ----- | ----- | ----- | ----- | ----- | ----- | ----- | -------- | ----- | -------- | -------- | ----- |
| 2015    | 新潟    | 69    | 266   | 43    | 80    | 9        | 3        | 2        | 33    | 44    | 34    | 4     | 0     | 4     | 15    | 6     | 6        | .301  | .383     | .380     | .763  |
| 2018    | 愛媛    | 29    | 101   | 11    | 28    | 4        | 2        | 3        | 6     | 11    | 11    | 2     | 0     | 0     | 0     | 1     | 5        | .277  | .359     | .445     | .804  |
| BCL:1年 | BCL:1年 | 69    | 266   | 43    | 80    | 9        | 3        | 2        | 33    | 44    | 34    | 4     | 0     | 4     | 15    | 6     | 6        | .301  | .383     | .380     | .763  |
| IL:1年  | IL:1年  | 29    | 101   | 11    | 28    | 4        | 2        | 3        | 6     | 11    | 11    | 2     | 0     | 0     | 0     | 1     | 5        | .277  | .359     | .445     | .804  |

### 背番号
- 27  (2015年)
- 10  (2018年）

### 代表歴
- 2013 ワールド・ベースボール・クラシック・オーストラリア代表
- 2017 ワールド・ベースボール・クラシック予選 オーストラリア代表
- 2016 ハーレムベースボールウィーク オーストラリア代表
- 2017年の野球オーストラリア代表による韓国遠征
- 2017 ワールド・ベースボール・クラシック・オーストラリア代表
- 2019 WBSCプレミア12オーストラリア代表